# Långfinger (musikgrupp)
Långfinger är en svensk rockgrupp bildad i Göteborg strax före 2010.

## Medlemmar
- Jesper Pihl, trummor
- Kalle Lilja, gitarr
- Victor Crusner, bas och sång

## Diskografi

### Skygrounds (2010)
Skygrounds är Långfingers debutalbum och är inspelat, mixat och producerat av Esben Willems, trummis i Monolord. Mastrad av Sven Jansson i Helikopter Studio. Utgiven av Beduin.
1. Herbs In My Garden - 4:25
2. Skygrounds - 4:32
3. Restart The Groove - 4:31
4. Eclectic Boogieland - 3:00
5. Ultra - 4:26
6. Fantasy Ridge - 4:18
7. Slightly To The West - 3:23
8. Iller - 3:39
9. A Subtle Life (As It Is) - 2:12
10. Ragnar - 8:49

### Stare Me Blind (EP, 2011)
Stare Me Blind är en EP innehållande fyra spår inspelade samtidigt som spåren på skivan Slow Rivers. Långfinger beslutade att släppa dessa fyra låtar avskiljt från de andra eftersom låtarna enligt bandet passade ihop tillsammans, men inte passande med övriga låtar tilltänkta till skivan Slow Rivers. Stare Me Blind är producerad av Simon Sigfridsson, Staffan Persson och Långfinger. Inspelad och mixad av Simon Sigfridsson och Staffan Persson i Svenska Grammofonstudion i Göteborg. Även mastrad i Svenska Grammofonstudion av Hans Olsson Brookes. Utgiven av Beduin.
1. No Surrender - 4:45
2. Slow Rivers - 5:14
3. One Track Mind - 2:53
4. Stare Me Blind - 5:25

### Slow Rivers (2012)
Slow Rivers är Långfingers andra fullängdsalbum, utgivet av Beduin. Skivan är producerad av Simon Sigfridsson och Långfinger, inspelad och mixad av Simon Sigfridsson i Svenska Grammofonstudion i Göteborg. Slow Rivers är även mastrad i Svenska Grammofonstudion av Hans Olsson Brookes.
Det finns en del gästspel från andra musiker och artister på skivan, bland annat av Ebbot Lundberg och Kalle Gustafsson Jerneholm från The Soundtrack of Our Lives.
1. Them Tales - 2:57
2. New Blood - 4:46
3. Caligulous Times - 4:50
4. Sink My Stone - 3:45
5. Sunny Side - 4:42
6. Clap Your Hands For The Troubadour - 2:28
7. Wail! - 3:06
8. Tremolo - 3:58
9. Deep In The Depths - 5:32

### Mangas Coloradas (Singel, 2015)
Mangas Coloradas är en singel utgiven av Beduin som en 7" vinyl och digitalt. Inspelad av Alexander Asp på Orkesterfabriken på Orust och mixad av Johan Reivén. Mastrad i Svenska Grammofonstudion av Hans Olsson Brookes. Mangas Coloradas släpptes som en 7" vinylsingel den 28 februari 2015, limiterad upplaga av 100 exemplar, alla med unika handmålade artwork. Den 30 mars 2015 släpptes låten digitalt. Singeln innehåller även B-sidan A Subtle Live som är en liveversion av A Subtle Life (As It Is) från Långfingers debutalbum Skygrounds (2010). Inspelad live på Musikens Hus, Göteborg, December 2013 av Sven Jansson.
1. Mangas Coloradas - 3:57
2. A Subtle Live (Live)

### Crossyears (2016)
Crossyears är Långfingers tredje fullängdsalbum, utgivet den 30 september 2016 av amerikanska Small Stone Records. Albumet är inspelat i Welfare Sounds Studio i Göteborg av Johan Reivén och Olle Björk, med kompletterande pålägg inspelade i Beduin HQ, Göteborg. Albumet är producerat av Långfinger, Olle Björk och Johan Reivén; mixat av Olle Björk, samt mastrat av Daniel Johansson. 
1. Feather Beader
2. Say Jupiter
3. Fox Confessor
4. Crossyears
5. Atlas
6. Silver Blaze
7. Buffalo
8. Ceasar's Blues
9. Last Morning Light
10. Window In The Sky

## Nomineringar / Priser
2013 nominerades Långfinger till Årets Svenska Genombrott på Bandit Rock Awards som är radiokanalen Bandit Rocks egna pris.